# Musa Anter
Musa Anter (* 1920 in Eskimağara, Provinz Mardin; † 20. September 1992 in Diyarbakir), auch Onkel Musa (Apê Mûsa) genannt, war ein kurdischer Schriftsteller und Intellektueller.

## Leben
Er kam 1920 in dem Dorf Eskimağara (ehemals Zivingê) bei Nusaybin in der türkischen Provinz Mardin in ärmlichen Verhältnissen zur Welt. Sein Vater starb, als er noch ein Kind war. Der Name seines Vaters Anter wurde zum späteren Familiennamen. Er wuchs bei seiner Mutter auf. Die Grundschule besuchte er in Mardin in einem Internat. Diese neuen Internate waren eine neue Maßnahme, um die Kinder besser zu fördern, die in armen Verhältnissen aufwuchsen. Die mittlere Schule und das Gymnasium besuchte er in Adana, wo er bis 1941 blieb. Musa Anter wurde danach mit einigen wenigen ausgewählten Schülern vom Staat auf ein Internat in Istanbul geschickt. Während seines Philosophiestudiums lernte er viele kurdische Studenten kennen. Darunter waren der spätere Generalsekretär der Arbeiterpartei der Türkei Tarık Ziya Ekinci, der Gründer der Türkiye Milli Parti (Türkische nationale Partei) Yusuf Azizoğlu und der Gründer der Demokratischen Partei Kurdistans-Türkei Faik Bucak. Später wechselte er von Philosophie zu Jura. Am 11. Dezember 1944 heiratete er die Tochter des Großunternehmers Abdurahim Zapsu und bekam zwei Söhne und eine Tochter.
An der Universität begannen seine politischen Aktivitäten. Angeregt wurde er durch Ereignisse aus dem Ausland. In den 1950er Jahren gab es kurdischsprachige Radiosendungen aus Jerewan und Kairo. Aber prägender für Musa Anter war die Revolution 1958 im Irak und die Rückkehr Mustafa Barzanis aus dem sowjetischen Exil.
Er wurde zum Herausgeber von mehreren Zeitschriften, die sich mit der kurdischen Problematik beschäftigten, unter anderem Ileri Yurt in Diyarbakır. Ileri Yurt war seit Jahrzehnten wieder die erste Zeitschrift, die sich mit den Kurden beschäftigte. Wegen seiner Artikel in Ileri Yurt wurden mehrfach Ermittlungen gegen ihn aufgenommen. Besonderes Aufsehen erregte die Strafverfolgung bezüglich der Publizierung des Gedichts Qimil, das in kurdischer Sprache veröffentlicht wurde. Die Staatsmedien kritisierten die Publizierung eines Gedichts in kurdischer Sprache. Die Strafverfolgung brachte ihm aber viel Sympathie und Unterstützung von der Kurdischen Bewegung ein. Während des Prozesses versammelten sich Sympathisanten vor dem Gerichtsgebäude, um ihn zu unterstützen. Am 17. Dezember 1959 wurde er zusammen mit 48 anderen verhaftet. Anfangs drohte allen 49 Gefangen die Todesstrafe durch Erhängen. Aber da eventuelle Proteste aus dem Ausland drohten, blieben sie sechs Monate inhaftiert. Dieser Prozess der 49 trug dazu bei, die kurdische Frage öffentlich bewusst zu machen.
In Haft schrieb Musa Anter sein erstes Buch Birîna Reş (dt.: Die Schwarze Wunde). Von 1961/62 veröffentlichte er die kurdisch- und türkischsprachige Zeitschrift Dicle-Firat in Istanbul. In den 1960er Jahren trat er der Arbeiterpartei der Türkei bei. Er sollte bei den Wahlen 1965 kandidieren, aufgrund finanzieller Schwierigkeiten konnte sich Musa Anter aber eine Kandidatur nicht leisten.
1971 wurde er erneut verhaftet und im Militärgefängnis von Diyarbakir inhaftiert.
1976 kehrte er in sein Dorf zurück und blieb dort bis 1989. 1979 wurde Anter ein weiteres Mal verhaftet. Schließlich kehrte er nach Istanbul zurück und schrieb weiterhin für kurdische Zeitschriften wie Welat (Heimat), Ülke (Land), Özgur Gündem (Freie Tagesordnung) und Özgur Ülke (Freies Land). In Istanbul war er Mitbegründer der prokurdischen HEP, der Vorgängerin der DTP und des Kurdischen Instituts Istanbul.
1991 trat Anter im Film Mem û Zin auf, einem der ersten Kurdischen Filme, die in der Türkei nach der Aufhebung des kurdischen Sprachverbots veröffentlicht wurden.
Laut der HRW wurde er am 20. September 1992 in Diyarbakır aus dem Hotel gelockt und erschossen. Laut dem CPJ wurde Anter telefonisch kontaktiert und gebeten, bei einer Meinungsverschiedenheit zu vermitteln. Er bestieg mit einem Freund und einem Begleiter ein Taxi. Als sie eine Falle vermuteten, verlangten sie auszusteigen. Nachdem sie ausgestiegen waren, erschoss der Begleiter Musa Anter und verletzte seinen Freund. Bald darauf übernahm eine zuvor unbekannte Organisation Boz-Ok die Verantwortung für den Mord, aber die Zeitschriften Yeni Ülke und Özgür Gündem, bei welchen Musa Anter gearbeitet hat, beschuldigten den Staat. Sein Grab befindet sich im Landkreis Nusaybin der Provinz Mardin.
Abdülkadir Aygan, der an der Entführung beteiligt war, berichtete, dass der JİTEM hinter der Ermordung Musa Anters stecke. Der Fall gelangte vor den Europäischen Gerichtshof für Menschenrechte, der den türkischen Staat 2006 aufgrund der Involvierung staatlicher Organe in den Mord zu einer Zahlung von 28.500 Euro verurteilte.
Insgesamt verbrachte er 11,5 Jahre seines Lebens in Gefängnissen: Angefangen als Jugendlicher 1937, während des Dersim-Aufstandes, bis 1990, als er das letzte Mal im Gefängnis war.

## Würdigung
Im Jahre 2005 ließ Fırat Anlı, der Bürgermeister von Yenişehir, einem Stadtteil von Diyarbakir, eine Statue von Musa Anter errichten, der an der Stelle angelegt wurde, an der Anter erschossen wurde. Die Statue auf der Straße Nr. 438 in Seyrantepe zeigt Anter als Platane, die aus einem Buch wächst. Anters Sohn durfte die Stelle, wo sein Vater ermordet wurde, 2012 erstmals besuchen.
Sema Kaygusuz schreibt 2012 in einer kurzen Erzählung, wie Der gerufene Musa Streit  schlichten soll, und er dieser Berufung nachkommt, obwohl er sieht, dass es eine Falle ist, die seine Mörder ihm gestellt haben.

## Werke
- Birîna Reş, 1959, dt. Die schwarze Wunde, Ararat-Publikationen. St. Gallen 1994, ISBN 3-9520545-1-8.
- Ferhenga Kurdî (Kurdisches Wörterbuch) – Istanbul, 1967
- Hatıralarım (Meine Memoiren), Band 1 – Istanbul, 1991
- Hatıralarım (Meine Memoiren), Band 2 – Istanbul, 1992
- Çinara Min (Meine Platane) – Istanbul, 1999